# Фосс-Солевог, Себастьян
Себастьян Фосс-Солевог (норв. Sebastian Foss Solevåg; род. 13 июля 1991, Олесунн, Мёре-ог-Ромсдал) — норвежский горнолыжник, двукратный чемпион мира 2021 года, бронзовый призёр Олимпийских игр 2018 года в командных соревнованиях, победитель этапа Кубка мира. Специализируется в слаломе и комбинации.

## Карьера
В январе 2009 года он стал победителем чемпионата Норвегии среди юниоров в суперкомбинации в Хафьелле. В феврале 2011 года он впервые выиграл слаломный спуск на соревнованиях под эгидой FIS. 11 ноября 2012 года на трассе в финском Леви он дебютировал на этапах Кубка мира по горнолыжному спорту. В марте 2013 года он выиграл чемпионат Норвегии по слалому.
На XXII зимних Олимпийских играх в Сочи в 2014 году он занял 9-е место в слаломе.
Дебют на чемпионатах мира пришёлся на 2015 год, когда Себастьян в американском Вейле в слаломном спуске занял итоговое 9-е место, а в командных соревнованиях он стал 5-м.
На XXIII зимних Олимпийских играх в Пхенчхане в 2018 году он занял 10-е место в слаломе и в составе сборной команды Норвегии в командных соревнованиях завоевал олимпийскую бронзовую медаль.
В 2019 году в шведском Оре на чемпионате мира Себастьян в слаломе занял 12-е место, а в комбинации стал 34-м. В составе Норвегии в командных соревнованиях стал пятым.
В сезоне Кубка мира 2014/15 норвежец на трассе в Загребе впервые в карьере поднялся на подиум, заняв третье место. 17 января 2021 года в австрийском Флахау он одержал первую победу в слаломе на этапах Кубка мира.

## Олимпийские игры
| Олимпийские игры | Скоростной спуск | Супергигант | Гигантский слалом | Слалом | Комбинация | Команды |
| ---------------- | ---------------- | ----------- | ----------------- | ------ | ---------- | ------- |
| 2014 Сочи        | —                | —           | —                 | 9      | —          | —       |
| 2018 Пхёнчхан    | —                | —           | —                 | 10     | DNF2       | 3       |
| 2022 Пекин       | —                | —           | —                 | 3      | —          | —       |

## Чемпионаты мира
| Чемпионат мира          | Скоростной спуск | Супергигант | Гигантский слалом | Слалом | Комбинация | Команды |
| ----------------------- | ---------------- | ----------- | ----------------- | ------ | ---------- | ------- |
| 2015 Вейл/Бивер-Крик    | —                | —           | —                 | 9      | —          | —       |
| 2017 Санкт-Мориц        | —                | —           | —                 | DNF1   | —          | —       |
| 2019 Оре                | —                | —           | —                 | 12     | 34         | 5       |
| 2021 Кортина д’Ампеццо  | —                | —           | —                 | 1      | —          | 1       |
| 2023 Куршевель/Мерибель | —                | —           | —                 | 19     | —          | —       |

### Победы на этапах Кубка мира (2)
| № | Сезон   | Дата        | Место               | Дисциплина |
| - | ------- | ----------- | ------------------- | ---------- |
| 1 | 2020/21 | 17 янв 2021 | Флахау              | Слалом     |
| 2 | 2021/22 | 22 дек 2021 | Мадонна-ди-Кампильо | Слалом     |

Мадонна-ди-Кампильо